# Miss Lemon
Miss Lemon er en person i Agatha Christies bog om Parker Pyne. Hun bliver senere sekretær for Hercule Poirot. Hun medvirker især i  novellerne med Arthur Hastings og James Japp.
Miss Felicity Lemon er en perfekt sekretær, men kan dog begå fejl, især når hun er forstyrret af et børnerim. . I de fleste noveller arbejder hun på at udvikle det perfekte arkiv, og det er besynderligt, at Poirot, der er stor tilhænger af "orden og metode", af og til gør nar af dette arkiv. Han sætter dog stor pris på hendes effektivitet.
I filmen The Adventure Of An Italian Nobleman finder hun en slags kæreste. Han viser sig at være morder, og hun er faktisk kun glad for at slippe af med ham.
Miss Lemon har en svaghed for katte. Fx tog det hårdt på hende, da katten, Katarina den Store, døde. Så hårdt at hun måtte søge trøst i den spirituelle verden.
I TV – serien Agatha Christie's Poirot spilles rollen som Miss Lemon af Pauline Moran. I denne serie har hun en svaghed for Poirot. Hun kan lyde skuffet, hvis han afviser hende, men kommer dog altid ovenpå igen. På trods af sin fascination af orden og metode udviser hun en svaghed for spiritisme. 